# Воскресенка (Фёдоровский район)
Воскресенка — село в Фёдоровском районе Саратовской области, административный центр сельского поселения Фёдоровское муниципальное образование.
Население — 357 (2010) человек.

## История
Село Воскресенка (Саловка) отмечено на карте Самарской губернии 1867 года. По состоянию на 1890 год — в составе Фёдоровской волости Новоузенского уезда Самарской губернии. Согласно Списку населённых мест Самарской губернии 1910 года село населяли бывшие помещичьи крестьяне, русские, православные, всего 501 мужчина и 593 женщины. В селе имелись земская школы, 2 ветряные мельницы
С 1922 года — в составе Фёдоровского кантона Трудовой коммуны немцев Поволжья (с 1924 года — АССР немцев Поволжья).
После образования АССР немцев Поволжья — в составе Фёдоровского кантона. Согласно переписи 1926 года в Воскресенке проживало 1015 жителей, из них немцев — 6. 28 августа 1941 года был издан Указ Президиума ВС СССР о переселении немцев, проживающих в районах Поволжья. Немецкое население АССР немцев Поволжья было депортировано.
После ликвидации АССР немцев Поволжья Воскресенка, как и другие населённые пункты Фёдоровского кантона, было передано Саратовской области.

## Физико-географическая характеристика
Село расположено в степной местности, в Низком Заволжье, в пределах Сыртовой равнины, относящейся к Восточно-Европейской равнине, на правом берегу реки Большой Караман, на высоте около 80 метров над уровнем моря. Рельеф — равнинный, полого-увалистый. Почвы тёмно-каштановые.
По автомобильным дорогам расстояние до районного центра посёлка Мокроус — 21 км, до областного центра города Саратов — 140 км, до ближайшего города Ершов — 73 км
Часовой пояс
Воскресенка, как и вся Саратовская область, находится в часовой зоне МСК+1. Смещение применяемого времени относительно UTC составляет +4:00.

## Население
Динамика численности населения
| Годы      | 1889 | 1897 | 1910 | 1926 | 1987 | 2002 |
| --------- | ---- | ---- | ---- | ---- | ---- | ---- |
| Население | 766  | 777  | 1094 | 1015 | ≈420 | 354  |

| 2002 | 2010 |
| ---- | ---- |
| 353  | ↗357 |